# Yves Brunier (paysagiste)
 (janvier 2013).
Si vous disposez d'ouvrages ou d'articles de référence ou si vous connaissez des sites web de qualité traitant du thème abordé ici, merci de compléter l'article en donnant les références utiles à sa vérifiabilité et en les liant à la section « Notes et références ».
Pour le marionnettiste, auteur et comédien français, voir Yves Brunier. Pour les autres homonymes, voir Brunier.
Yves Brunier, né le 10 novembre 1962 à Évian-les-Bains et mort le 2 octobre 1991 à Évian-les-Bains, est un architecte paysagiste français.

## Biographie
Diplômé de l'École nationale supérieure du paysage de Versailles, il s'associe à Isabelle Auricoste, et en seulement cinq années d'activité professionnelle produit une quinzaine de projets. 
Son œuvre porte un regard nouveau et singulier sur l'espace au-delà du domaine strict de sa discipline. Son travail, alliant des effets visuels extrêmement forts à une approche complètement nouvelle du paysage, révéla un talent exceptionnel. Il puisait sa très grande liberté conceptuelle à la fois dans une attitude critique rigoureuse et dans une attention particulière portée aux individus, aux lieux et aux choses.
Avec Rem Koolhaas, il réalise le Museumpark à Rotterdam, le jardin de la Villa dall'Ava à Saint-Cloud, la première version du projet du parc urbain pour Euralille (non réalisé) ; avec Jean Nouvel, les jardins de l'Hôtel Saint-James à Bouliac et de l'Hôtel des Thermes à Dax, la place du Général Leclerc à Tours (devant le Centre international de congrès de Tours); avec Willem Jan Neutelings et Franck Roodbeen, le siège du centre européen des Brevets à La Haye (non réalisé) ; des jardins particuliers en Gironde et en Belgique.

## Publications
- Yves Brunier, paysagiste par Rem Koolhaas, éditions Birkhauser.  (ISBN 3-7643-5436-4)